# Milieubeschermingsgebied Costa dos Corais

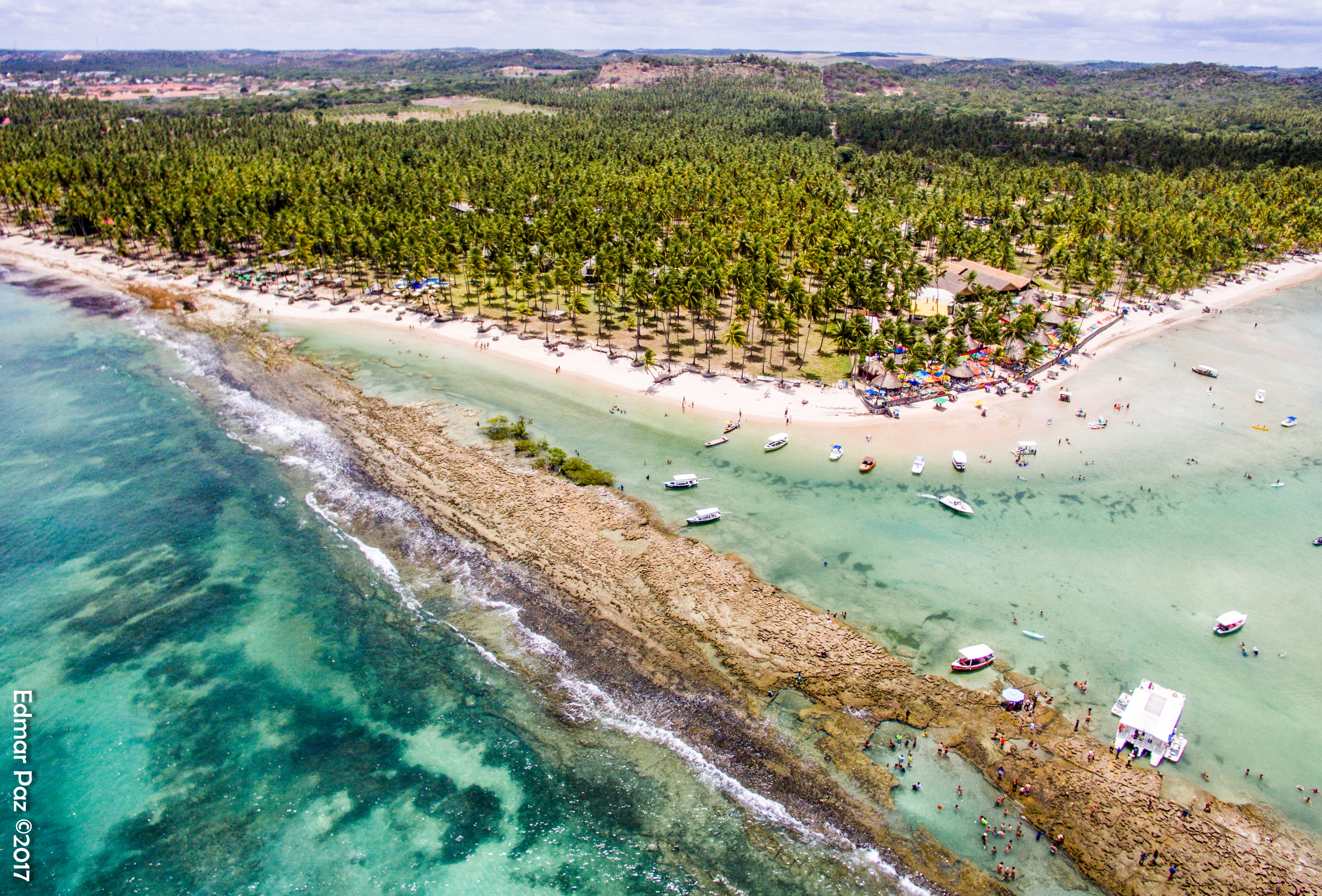
Koraalriffen in de gemeente Tamandaré

Het milieubeschermingsgebied Costa dos Corais is een Braziliaanse natuurbeschermingsgebied gelegen tussen de gemeenten Rio Formoso, aan de zuidkust van Pernambuco, en Maceió, de hoofdstad van de staat Alagoas. Het natuurgebied werd opgericht bij presidentieel decreet op 23 oktober 1997 om koraalriffen en bijbehorende ecosystemen te beschermen, naast bedreigde dieren zoals de lamantijn.
Met een lengte van 135 km en een grootte van van meer dan 413.000 hectare, is de APA Costa dos Corais de grootste mariene beschermingseenheid in Brazilië, die vier gemeenten in Pernambuco en negen in Alagoas omvat. Het natuurgebied wordt beheerd door het Chico Mendes Institute for Biodiversity Conservation (ICMBio), een federale overheidsinstantie die verbonden is aan het Ministerie van Milieu . 
Het herbergt een reeks ecosystemen die van groot belang zijn voor het milieu. Onder de meest representatieve eenheden vallen koraalriffen, rustgebieden, estuaria, lagunes en mangroven op. Deze koraalriffen zijn op een na grootste ter wereld, na het Great Barrier Reef in Australië. 
Costa dos Corais is een belangrijk toeristisch gebied, met nationaal bekende attracties zoals Praia dos Carneiros en Maragogi.